# 丸川武志
丸川 武志（まるかわ たけし、1925年〈大正14年〉6月18日 - 2007年〈平成19年〉2月19日）は、日本の電気工学者であり、教育者である。逓信省で電波研究を行った後、防衛大学校の教授を務めた。退官後、防衛大学校名誉教授となる。岡山県出身。位階は従四位、勲三等瑞宝章に叙されている。

## 経歴

### 生い立ち
1925年（大正14年）岡山県に出生する。1938年（昭和13年）旧制岡山県立高梁中学（現：岡山県立高梁高等学校）へ進学し、1943年（昭和18年）同校を卒業を経て、茨城県にある日立製作所が設立した多賀高等工業学校（現：茨城大学工学部）へ進学する。
同校では、電気通信学を専攻し、多賀高等工業学校が途中で多賀工業専門学校と名称を変更し、電気通信科が新設され、丸川はそこに所属する。1947年（昭和22年）3月、同校を卒業する。

### 研究者として

#### 逓信官僚から防大の教授になるまで
学校を卒業後、逓信省電波局観測課に入省し、ここで電波研究をおこなっていた。その後、防衛大学校が開設されると、1955年（昭和30年）11月、丸川は、防衛大学校電気工学教室に助手として着任し、海上を伝搬するパルスレーダの送受信の研究を行う。1963年（昭和38年）1月に講師となり、防大理工学研究科のマイクロ波系列担当となる。1965年（昭和40年）4月、39歳で助教授となり、1977年（昭和52年）4月、51歳で丸川は教授へ就任する。この間、丸川が防大で担当した講義科目は、電子応用、電子理論、電気工学通論、電気工学概論、電波法規、電気工学実験等の多岐に渡った。1985年（昭和60年）には、防大に宇宙通信工学研究科が創設され、丸川はその担当となり、この後、研究科1期生より28期生まで本科同様教育と研究指導している。

#### 研究内容
丸川は、逓信省時代より一貫して電波による計測・観測に関する研究に従事しており、主にレーダによる計測に重点をおいていた。
防大へ着任後、まず、船舶用レーダの跳ね返り（エコー）を評価する上で基本となる海面反射の問題を解明している。加えて、船舶用レーダを用いて自船の速度を計測する一方法を新たに編み出した。さらに、当時、日本国内の新規研究分野である、周波数変調連続波レーダー研究に着手し測距精度、距離測定能力の性能改善に、新しい信号処理法を次々と提案し、レーダによる距離と速度の高精度測定法を完成させている。この成果により、大阪大学から1975年（昭和50年）3月、工学博士の学位を授与されている。
その後もレーダと反射器を用いた高精度測距法、複合変調を用いた周波数変調連続波レーダ等に関する研究を精力的に行い、日本の防衛力向上に大きな成果を挙げている。

#### 丸川の人柄について
丸川の研究室は、学生の人気が高く、200名に上る多数の卒研学生を指導してきた。これは、丸川の誠実で温厚な人柄によるものが大きく、研究室の雰囲気も学生の間では人気があった。防衛大学内では、電気工学教室主任、評議委員、補導審議会委員の外多くの要職を歴任し、防衛大学校の教育・研究環境の整備のために尽くした。また、校友会活動にも深く関わりを持ち、1967年から22年間にわたり、少林寺拳法部の部長として活躍した。丸川自ら、合宿を含む年間行事に積極的に参加して部員の指導に当たり、これにより、防大少林寺拳法部は、連続で全国優勝を果たした。
1991年（平成3年）3月、丸川は65歳で防大教授を定年退職する。その後、長年の貢献が認められて、防衛大学校の名誉教授となり、1995年（平成7年）11月3日、70歳で国より勲三等瑞宝章を授与されている。2007年（平成19年）2月19日、81歳で死去。死没日付をもって従四位に叙された。